# NGC 595
NGC 595是一個位於三角座星系內的电离氢区，距離地球約300萬光年。該星雲是NGC 604之後三角座星系內第二明亮的電離氫區，由海因里希·路易·达雷發現於1864年10月1日。